# 32.ª Divisão de Infantaria (Alemanha)
A 32ª Divisão de Infantaria (em alemão:32. Infanterie-Division) foi formada em Köslin no dia 1 de Outubro de 1936 era apelidada de Löwenkopf-Division (Divisão Cabeça de Leão). Foi mobilizada no mês de Agosto de 1939 como parte da 1ª Onda (1. Welle).

## Comandantes
| Comandante                                  | Data                                              |
| ------------------------------------------- | ------------------------------------------------- |
| Generalleutnant Nikolaus von Falkenhorst    | (1 de Outubro de 1936 - 19 de Julho de 1939)      |
| General der Gebirgstruppen Franz Böhme      | (19 de Julho de 1939 - 1 de Outubro de 1939)      |
| Generalleutnant Eccard Freiherr von Gablenz | (1 de Outubro de 1939 - 1 de Dezembro de 1939)    |
| General der Gebirgstruppen Franz Böhme      | (1 de Dezembro de 1939 - 15 de Junho de 1940)     |
| Generalleutnant Wilhelm Bohnstedt           | (15 de Junho de 1940 - 1 de Março de 1942)        |
| Generalleutnant Karl Hernekamp              | (1 de Março de 1942 - 1 de Junho de 1942)         |
| General der Infanterie Wilhelm Wegener      | (1 de Junho de 1942 - 27 de Junho de 1943)        |
| Generalleutnant Alfred Thielmann            | (27 de Junho de 1943 - 16 de Agosto de 1943)      |
| General der Infanterie Wilhelm Wegener      | (16 de Agosto de 1943 - 12 de Setembro de 1943)   |
| Generalleutnant Hans Böckh-Behrens          | (12 de Setembro de 1943 - 1 de Fevereiro de 1944) |
| Generalmajor Franz Schlieper                | (1 de Fevereiro de 1944 - 1 de Junho de 1944)     |
| Generalleutnant Hans Böckh-Behrens          | (1 de Junho de 1944 - ? Agosto de 1944)           |
| Generalmajor Georg Koßmala                  | (? Agosto de 1944 - ? Agosto de 1944)             |
| Generalleutnant Hans Böckh-Behrens          | (? Agosto de 1944 - 8 de Maio de 1945)            |

## Área de Operações
| Polônia                        | (Setembro de 1939 - Maio de 1940)    |
| França                         | (Maio de 1940 - Junho de 1941)       |
| Frente Oriental, Setor Norte   | (Junho de de 1941 - Janeiro de 1944) |
| Frente Oriental, Setor Central | (Janeiro de 1944)                    |
| Frente Oriental, Setor Norte   | (Janeiro de 1944 - Janeiro de 1945)  |
| Norte da Alemanha              | (Janeiro de 1945 - Maio de 1945)     |

## Cruz de Cavaleiro da Cruz de Ferro
| Nome                                | Data de Adjudicação                            | Patente                      | Unidade                                                   |
| ----------------------------------- | ---------------------------------------------- | ---------------------------- | --------------------------------------------------------- |
| Bassewitz-Levetzow Graf von, Werner | 17.09.1944                                     | Oberst d.R.                  | Kdr Gren.Rgt 96                                           |
| Bismarck von, Klaus                 | 26.11.1944 [669Folhas de Carvalho] 31.12.1941  | Major d.R. Oberleutnant d.R. | Kdr Gren.Rgt 4 Führer II./Inf.Rgt 4                       |
| Boeckh-Behrens, Hans                | 09.12.1944                                     | Generalleutnant              | Kdr 32. Inf.Div                                           |
| Böhme, Franz                        | 29.06.1940                                     | Generalleutnant              | Kdr 32. Inf.Div                                           |
| Bohnstedt, Wilhelm                  | 13.10.1941                                     | Generalmajor                 | Kdr 32. Inf.Div                                           |
| Busch, Hans                         | 10.09.1944                                     | Major                        | Kdr II./Gren.Rgt 4                                        |
| Eggemann, Wilhelm                   | 20.04.1943                                     | Major                        | Kdr II./Gren.Rgt 94                                       |
| Eske, Otto                          | 27.07.1941                                     | Feldwebel                    | Zugführer i. d. 5.(Jäg.)/Inf.Rgt 4                        |
| Falley, Wilhelm                     | 26.11.1941                                     | Oberstleutnant               | Kdr Inf.Rgt 4                                             |
| Hackbarth, Willi                    | 18.04.1943                                     | Gefreiter                    | Funker i. d. 4./Art.Rgt 32                                |
| Helmich, Paul                       | 04.10.1944                                     | Hauptmann d.R.               | Kdr I./Gren.Rgt 94                                        |
| Jordan, Herbert                     | 10.09.1944                                     | Hauptmann                    | Chef 4./Art.Rgt 32                                        |
| Kamischke, Werner                   | 09.01.1945                                     | Hauptmann                    | Kdr II./Gren.Rgt 4                                        |
| Koeckritz von, Hans-Joachim         | 10.02.1944                                     | Rittmeister d.R.             | Kdr Div.Füs.Btl (AA) 32                                   |
| Küsel, Alfred                       | 12.12.1944                                     | Rittmeister                  | Kdr I./Gren.Rgt 4                                         |
| Manns, Werner                       | 13.01.1944                                     | Hauptmann                    | Kdr III./Gren.Rgt 96                                      |
| Mickley, Hubert                     | 04.08.1944[540. Folhas de Carvalho] 26.12.1943 | Hauptmann Hauptmann          | Kdr I./Gren.Rgt 4 Führer I./Gren.Rgt 4                    |
| Moritz, Georg-Friedrich             | 28.04.1943                                     | Rittmeister                  | Chef 2./Radf.Abt 32                                       |
| Nolte, Walter                       | 05.04.1945                                     | Hauptmann                    | Kdr II./Gren.Rgt Jütland                                  |
| Nottbeck von, Jürgen                | 21.01.1945                                     | Hauptmann                    | Kdr I./Gren.Rgt 94                                        |
| Pantel, Kurt                        | 07.08.1942                                     | Hauptmann                    | Chef 8.(MG)/Inf.Rgt 96                                    |
| Radel, Hans                         | 23.02.1944                                     | Oberfeldwebel                | Zugführer i. d. 1./Gren.Rgt 4                             |
| Retzlaff, Karl                      | 30.09.1944                                     | Oberfeldwebel                | Führer 3./Gren.Rgt 4                                      |
| Romott, Hans                        | 18.04.1943                                     | Oberfeldwebel                | Zugführer i. d. 4.(MG)/Gren.Rgt 4                         |
| Rose, Willi                         | 22.01.1944                                     | Oberfeldwebel                | Zugführer i. d. 11./Gren.Rgt 96                           |
| Scholz, Karl                        | 09.05.1945                                     | Leutnant d.R.                | Führer 14./Gren.Rgt 4                                     |
| Schultz, Erich                      | 22.01.1944                                     | Hauptmann                    | Führer I./Gren.Rgt 94                                     |
| Schulz, Helmut                      | 20.10.1944                                     | Leutnant                     | Führer 5./Gren.Rgt 96                                     |
| Schwerk, Otto                       | 15.07.1944                                     | Hauptmann                    | Kdr I./Gren.Rgt 96                                        |
| Soyka, Heinz                        | 13.01.1944                                     | Oberleutnant                 | Chef 2./Gren.Rgt 96                                       |
| Spiegel, Joachim                    | 19.01.1943                                     | Hauptmann                    | Kdr I./Gren.Rgt 4                                         |
| Stuppi, Joseph                      | 02.02.1942                                     | Major                        | Kdr II./Inf.Rgt 94                                        |
| Wegener, Wilhelm                    | 19.01.1942 [66. Folhas de Carvalho] 27.10.1941 | Oberst Oberst                | Kdr Inf.Rgt 94 Kdr Inf.Rgt 94                             |
| Wickede von, Thomas-Emil            | 15.08.1940                                     | Oberstleutnant               | Kdr Inf.Rgt 4                                             |
| Wiegand, Kurt                       | 05.01.1944                                     | Obergefreiter                | Richtschütze i. d. 1./Pz.Jäg.Abt 32                       |
| Witt, Heinz                         | 05.09.1944                                     | Feldwebel                    | Zugführer i. d. 2./Gren.Rgt 4                             |
| Wollschlaeger, Herbert              | 22.10.1943                                     | Leutnant d.R.                | Batterie-Offz im Art.Rgt 32                               |
| Wunberger, Karl-Heinz               | 17.03.1944                                     | Hauptmann                    | Führer I./Gren.Rgt 96                                     |
| Zahn, Alfred                        | 17.03.1943                                     | Hauptmann d.R.               | Führer III./Gren.Rgt 96                                   |
| Ziemer, Ernst                       | 02.11.1943[317. EL] 14.12.1941                 | Hauptmann Oberfeldwebel      | Chef 1./Gren.Rgt 94 Zugführer i. d. 15.(Radf.)/Inf.Rgt 94 |
| Zühlsdorff, Hermann                 | 09.01.1942                                     | Oberfeldwebel                | Zugführer i. d. 1./Inf.Rgt 94                             |

## Serviço de Guerra
| Data   | Corpo                     | Exército     | Grupo de Exércitos | Lugar                   |
| ------ | ------------------------- | ------------ | ------------------ | ----------------------- |
| Set 39 | II Corpo de Exército      | 4º Exército  | Nord               | Pomerânia, Polônia      |
| Dez 39 | z. Vfg.                   | 4º Exército  | B                  | Eifel, Rhein            |
| Jan 40 | II Corpo de Exército      | 4º Exército  | B                  | Eifel, Belgica, França  |
| Ago 40 | II Corpo de Exército      | 6º Exército  | B                  | França, Nantes          |
| Set 40 | II Corpo de Exército      | 6º Exército  | C                  | França, Nantes          |
| Out 40 | I Corpo de Exército       | 18º Exército | B                  | Prússia Oriental        |
| Jan 41 | I Corpo de Exército       | 18º Exército | B                  | Prússia Oriental        |
| Abr 41 | II Corpo de Exército      | 18º Exército | B                  | Prússia Oriental        |
| Mai 41 | II Corpo de Exército      | 16º Exército | C                  | Prússia Oriental        |
| Jun 41 | II Corpo de Exército      | 16º Exército | Nord               | Dünaburg                |
| Jan 42 | II Corpo de Exército      | 16º Exército | Nord               | Demjansk                |
| Jan 43 | II Corpo de Exército      | 16º Exército | Nord               | Demjansk                |
| Mar 43 | X Corpo de Exército       | 16º Exército | Nord               | Demjansk                |
| Abr 43 | Höhne                     | 16º Exército | Nord               | Staraja Russa           |
| Jun 43 | VIII Corpo de Exército    | 16º Exército | Nord               | Straja Russa            |
| Dez 43 | I Corpo de Exército       | 16º Exército | Nord               | Newel, Polozk           |
| Jan 44 | I Corpo de Exército       | 16º Exército | Nord               | Newel, Polozk           |
| Mar 44 | z. Vfg.                   | 16º Exército | Nord               | Newel, Polozk           |
| Abr 44 | XXVIII Corpo de Exército  | 18º Exército | Nord               | Pleskau, Ostrow         |
| Mai 44 | z. Vfg.                   | 18º Exército | Nord               | Pleskau, Ostrow         |
| Jun 44 | XXXVIII Corpo de Exército | 18º Exército | Nord               | Pleskau, Ostrow         |
| Ago 44 | L Corpo de Exército       | 18º Exército | Nord               | Walk, Riga              |
| Out 44 | XXXVIII Corpo de Exército | Grasser      | Nord               | Walk, Riga              |
| Nov 44 | II Corpo de Exército      | 18º Exército | Nord               | Kurland                 |
| Jan 45 | I Corpo de Exército       | 18º Exército | Nord               | Kurland                 |
| Fev 45 | XVIII Corpo de Exército   | 2º Exército  | Weichsel           | Prússia Ocidental, Hela |
| Abr 45 | XXIII Corpo de Exército   | Ostpreußen   | -                  | Prússia Ocidental, Hela |

## Ordem de Batalha

### 1939
- Infanterie-Regiment 4
- Infanterie-Regiment 94
- Infanterie-Regiment 96
- Aufklärungs-Abteilung 32
- Artillerie-Regiment 32
  - I. Abteilung
  - II. Abteilung
  - III. Abteilung
  - I./Artillerie-Regiment 68
- Beobachtungs-Abteilung 32[1]
- Pionier-Bataillon 32
- Panzerabwehr-Abteilung 32
- Nachrichten-Abteilung 32
- Feldersatz-Bataillon 32
- Versorgungseinheiten 32

### 1942
- Grenadier-Regiment 4
- Grenadier-Regiment 94
- Grenadier-Regiment 96
- Radfahr-Abteilung 32
- Artillerie-Regiment 32
  - I. Abteilung
  - II. Abteilung
  - III. Abteilung
  - I./Artillerie-Regiment 68
- Pionier-Bataillon 32
- Panzerjäger-Abteilung 32
- Nachrichten-Abteilung 32
- Feldersatz-Bataillon 32
- Versorgungseinheiten 32

### 1943-1945
- Grenadier-Regiment 4
- Grenadier-Regiment 94
- Grenadier-Regiment 96
- Füsilier-Bataillon 32[2]
- Artillerie-Regiment 32
  - I. Abteilung
  - II. Abteilung
  - III. Abteilung
  - I./Artillerie-Regiment 68
- Pionier-Bataillon 32
- Panzerjäger-Abteilung 32
- Nachrichten-Abteilung 32
- Feldersatz-Bataillon 32
- Versorgungseinheiten 32

## Membros Notáveis
- Franz Böhme (Generalmajor no austríaco Bundesheer após a Anschluss)
- Otto Ernst Remer (como comandante do Wachbattalion Großdeutschland eel participou da luta para prender os homens que estavam por detrás do atentado de 20 de Julho e impedir que estes controlassem predios importantes de Berlim, no pós-guerra ele fundou o partido neo-nazi Sozialistische Reichspartei (SRP) que foi banido em 1952)